# Esoteric Warfare
Esoteric Warfare è il quinto album del gruppo musicale black metal norvegese Mayhem, pubblicato il 6 giugno 2014.
Dopo l'abbandono del gruppo da parte del chitarrista Blasphemer, questo è il primo album che viene registrato assieme al chitarrista Teloch.

## Tracce
1. Watchers – 6:19
2. Psywar – 3:25
3. Trinity – 3:57
4. Pandæmon – 2:53
5. Mylab – 6:03
6. VI Sec. – 4:14
7. Throne of Time – 4:06
8. Corpse of Care – 4:06
9. Posthuman – 6:54
10. Aion Suntalia – 5:25

## Formazione
- Attila Csihar - voce
- Teloch - chitarra
- Necrobutcher - basso
- Hellhammer - batteria